# زاکاریا کومتی
زاکاریا کومتی (انگلیسی: Zaccaria Cometti؛ ۷ ژانویه ۱۹۳۷ – ۲ آوریل ۲۰۲۰) بازیکن فوتبال اهل ایتالیا بود.
از باشگاه‌هایی که در آن بازی کرده‌است می‌توان به باشگاه فوتبال آتالانتا اشاره کرد.